# Кьюкор, Джордж
Джордж Кью́кор (англ. George Dewey Cukor; 7 июля 1899[…], Нью-Йорк, Нью-Йорк — 24 января 1983[…], Лос-Анджелес, Калифорния) — американский кинорежиссёр и сценарист, многие из фильмов которого — «Обед в восемь», «Филадельфийская история», «Газовый свет», «Ребро Адама» и «Моя прекрасная леди» (1964, премия «Оскар» за лучшую режиссуру) — вошли в золотой фонд Голливуда.

## Биография
Кьюкор родился в Нижнем Ист-Сайде на Манхэттене в Нью-Йорке. Он был младшим ребёнком и единственным сыном еврейских иммигрантов из Венгрии. Отец, Виктор, был помощником окружного прокурора, а мать звали Хелен Илона Гросс. Его родители выбрали его второе имя в честь испано-американского героя войны Джорджа Дьюи. Семья не была особенно религиозной (свинина была одним из основных продуктов на обеденном столе), а когда в детстве он начал посещать синагогу, он фонетически выучил иврит, не имея реального понимания смысла слов или того, что они представляют. В результате, он неоднозначно относился к своей вере и с детства пренебрежительно относился к старым традициям, а повзрослев он стал англоманом, чтобы ещё дальше удалиться от своих корней.
В детстве Кьюкор появлялся в нескольких любительских пьесах и брал уроки танцев, а в возрасте семи лет он выступал на сольном концерте с Дэвидом О. Селзником, который в последующие годы стал его наставником и другом. Будучи подростком, Кьюкор часто посещал нью-йоркский ипподром со своим дядей. Увлёкшись театром, он часто пропускал занятия в школе имени ДеВитта Клинтона, чтобы посещать дневные спектакли. В выпускном классе он работал внештатным актёром в Метрополитен-опера, зарабатывая 50 центов за выступление и 1 доллар, если он должен был выступать в блэкфейсе.
После окончания школы в 1917 году Кьюкор должен был пойти по стопам своего отца и продолжить карьеру в области права. В октябре 1918 года он поступил в учебный корпус Студенческой армии городского колледжа Нью-Йорка. У него не было военного опыта, так как Германия сдалась в начале ноября, и служба Кьюкора закончилась через два месяца. Вскоре после этого он покинул школу.
Кьюкор получил работу в качестве помощника режиссёра и небольшую роль в гастрольной постановке популярного британского мюзикла The Better 'Ole по мотивам Old Bill, поставленного Брюс Бэрнсфатер. В 1920 году он стал режиссёром труппы Knickerbocker Players, которая работала между Сиракузами и Рочестером, а в следующем году он был назначен генеральным менеджером недавно сформированного летнего театра Lyceum Players. В 1925 году он основал C.F. and Z. Production Company с Уолтером Фолмером и Джоном Цвики, что дало ему первую возможность руководить. После их первого сезона он дебютировал на Бродвее с «Антонией» венгерского драматурга Мельхиора Ленгеля, а затем вернулся в Рочестер, где C.F. and Z. Production Company превратились в акционерную компанию Cukor-Kondolf, в состав которой вошли Луи Калерн, Илка Чейз, Филлис Повах, Фрэнк Морган, Реджинальд Оуэн, Элизабет Паттерсон и Дуглас Монтгомери. Все они работали с Кьюкором в последующие годы в Голливуде. Бетт Дейвис продержалась всего один сезон в компании. Позже Кьюкор вспоминал: «Её талант был очевиден, но она не поддавалась наставлениям. У неё были свои идеи, и, хотя она играла только короткие и изобретательные роли, она без колебаний играла их». В течение следующих нескольких десятилетий Дэйвис утверждала, что её уволили, и, хотя Кьюкор так и не понял, почему она придала такое большое значение инциденту, который он считал таким незначительным, он больше никогда с ней не работал.
В течение следующих нескольких лет Кьюкор чередовался между Рочестером в летние месяцы и Бродвеем в зимнее время. Его руководство сценической адаптацией «Великого Гэтсби» 1926 года Оуэном Дэвисом привлекло к нему внимание нью-йоркских критиков. Автор «Бруклинского орла», драматург Артур Поллок назвал это «необычным произведением режиссёра, которое не так хорошо известно, как следовало бы». Кьюкор руководил ещё шестью бродвейскими постановками, а затем отправился в Голливуд в 1929 году.

### Карьера в Голливуде
В 1930-е годы работал под началом знаменитого продюсера Дэвида Селзника над экранизациями европейской классики (включая «Дэвида Копперфильда»). По замыслу Селзника, именно Кьюкор должен был снять киноверсию «Унесённых ветром», однако в самом начале съёмок из-за многочисленных творческих разногласий был заменён на Виктора Флеминга.
Кьюкор был известен добросовестной работой с актёрами. Ему принадлежит в этом отношении любопытный рекорд: трое актёров за фильмы Кьюкора были удостоены «Оскара» за главную мужскую роль. За «Газовый свет» получила свой «Оскар» легендарная Ингрид Бергман. На рубеже 1940-х и 1950-х он снял четыре фильма с актрисой Джуди Холидей, которая за один из них также удостоилась «Оскара». У Кьюкора сыграла свою первую роль 4-кратная обладательница «Оскара» Кэтрин Хепбёрн, а Грета Гарбо — свою прощальную роль.
Предпоследняя работа Кьюкора в кино принесла ему опыт сотрудничества с советскими кинематографистами: на волне разрядки, совместно студиями 20th Century Fox и «Ленфильм» был снят фильм-сказка «Синяя птица» по одноимённой пьесе Мориса Метерлинка.
За пределами съёмочной площадки Кьюкор был известен как бонвиван. Регулярные вечеринки на его вилле собирали множество голливудских знаменитостей. Женщинами он не интересовался, жил с молодыми мужчинами. Однажды его даже арестовали за «непристойное поведение», однако благодаря вмешательству голливудских воротил дело удалось быстро замять. Кьюкор умер от сердечного приступа 24 января 1983 года и был похоронен на «звёздном» кладбище Глендейла. Оставил после себя состояние в несколько миллионов долларов.

## Фильмография
- 1930 — Сердитый / Grumpy
- 1930 — Добродетельный грех / Virtuous Sin
- 1930 — Бродвейская королевская семья / The Royal Family of Broadway
- 1931 — Опороченная / Tarnished Lady
- 1931 — Девушки о городе / Girls About Town
- 1932 — Билль о разводе / A Bill of Divorcement
- 1932 — / Rockabye
- 1932 — Сколько стоит Голливуд? / What Price Hollywood?
- 1932 — Один час с тобой / One Hour with You (совместно с Эрнстом Любичем)
- 1933 — Обед в восемь / Dinner At Eight
- 1933 — / Our Betters
- 1933 — Маленькие женщины / Little Women
- 1935 — Дэвид Копперфильд / The Personal History, Adventures, Experience, & Observation of David Copperfield the Younger
- 1935 — Только без дам / No More Ladies
- 1935 — Сильвия Скарлетт / Sylvia Scarlett
- 1936 — Дама с камелиями / Camille
- 1936 — Ромео и Джульетта / Romeo and Juliet
- 1938 — Праздник / Holiday
- 1939 — Заза/ Zaza
- 1939 — Женщины / The Women
- 1940 — Филадельфийская история / The Philadelphia Story
- 1940 — Сьюзен и Бог / Susan and God
- 1941 — Двуликая женщина / Two-Faced Woman
- 1941 — Лицо женщины / A Woman’s Face
- 1942 — Её картонный любовник / Her Cardboard Lover
- 1942 — Хранитель пламени / Keeper of the Flame
- 1944 — Газовый свет / Gaslight
- 1944 — Крылатая победа / Winged Victory
- 1947 — Двойная жизнь / A Double Life
- 1949 — Эдвард, мой сын / Edward, My Son
- 1949 — Ребро Адама / Adam’s Rib
- 1950 — Рождённая вчера / Born Yesterday
- 1950 — / A Life of Her Own
- 1951 — / The Model and the Marriage Broker
- 1952 — Спасти брак / The Marrying Kind
- 1952 — Пэт и Майк / Pat and Mike
- 1953 — Актриса / The Actress
- 1954 — Звезда родилась / A Star Is Born
- 1954 — Это должно случиться с вами / It Should Happen to You
- 1955 — Станция Бховани / Bhowani Junction
- 1957 — Девушки / Les Girls
- 1957 — Дикий ветер / Wild Is the Wind
- 1960 — Чертовка в розовом трико / Heller in Pink Tights
- 1960 — Нескончаемая песня / Song Without End (завершил картину после смерти Чарльза Видора)
- 1960 — Займёмся любовью / Let’s Make Love
- 1962 — Доклад Чэпмена / The Chapman Report
- 1962 — Что-то должно случиться / Something’s Got to Give
- 1964 — Моя прекрасная леди / My Fair Lady
- 1969 — Жюстина / Justine
- 1972 — Путешествия с моей тётей / Travels With My Aunt
- 1975 — Любовь среди руин / Love Among the Ruins
- 1976 — Синяя птица / The Blue Bird
- 1981 — Богатые и знаменитые / Rich And Famous